# Decameron (Film)
Decameron ist ein Film des italienischen Regisseurs Pier Paolo Pasolini aus dem Jahr 1971. Der Film ist eine Adaption von neun Geschichten aus der Novellensammlung Decamerone von Giovanni Boccaccio.

## Handlung
Pasolini präsentiert neun lose aus dem literarischen Vorbild übernommene Geschichten, wobei die Anekdote um einen von Pasolini selbst gespielten Giotto-Schüler, der nach Neapel gekommen ist, um die Wände der Kirche der Heiligen Chiara mit Fresken zu bemalen, zwischen mehreren Episoden fortgesetzt wird.
Dazwischen werden die anderen acht Geschichten abgeschlossen erzählt, nämlich:
- Der reiche Andreuccio ist aus Perugia nach Neapel gekommen, um Pferde zu kaufen; er lässt sich zuerst ausrauben und hintergeht im Anschluss daran mehrere Diebe um ihre wertvolle Beute.
- Der schlaue Masetto aus Lamporecchio gibt sich als taubstumm aus, um so als Gärtner in ein Nonnenkloster aufgenommen zu werden, wo er sich mit den Nonnen vergnügt.
- Peronella lockt ihren Ehemann in einen großen Tonkrug, um sich ihrem Liebhaber hingeben zu können.
- Ser Ciappelletto, ein todkranker Sünder, spielt seinem Beichtvater eine letzte Posse, indem er sich als Heiliger ausgibt.
- Den jugendlichen Liebhabern Caterina und Riccardo gelingt es, den strengen Eltern zum Trotz, eine Liebesnacht auf der Terrasse zu verbringen.
- Das Liebespaar Lisabeta und Lorenzo wird von den Brüdern der jungen Frau auseinandergerissen, der Liebhaber erschlagen und vergraben.
- Pietro gibt seine hübsche Frau an Don Gianni, damit der sie in eine Stute verwandeln soll.
- Zwei Korbflechter geloben sich, nach dem Tod des einen solle dieser aus dem Jenseits zurückkehren, um dem Überlebenden aus dem Jenseits zu berichten. Obwohl er stirbt, weil er sich zu oft mit seiner Freundin vergnügt hat, kann er berichten, dass dies im Jenseits nicht als Sünde gelte.

In der Schlussszene steht der Maler vor seinem beendeten Triptychon, von dem er allerdings nur zwei Bilder vollendet hat, und sinniert: „Warum ein Werk vollenden, da es doch wunderbar ist, nur von ihm zu träumen?“

## Hintergrund
Im Film wird viel über das Leben und den Sex gelacht. Alle Figuren sind von dem Verlangen getrieben, ihre Lebensumstände zu verbessern und ihre Wünsche zu erfüllen. Dabei kommen sowohl schlaue und naive Gestalten als auch Heilige und Sünder vor.
Pasolini und seinem Film wurde oft Pornografie vorgeworfen. Der Regisseur hingegen wollte in diesem und den beiden folgenden Filmen seiner Trilogie des Lebens Sexualität nicht nur andeutungsweise zeigen, sondern zum zentralen dramaturgischen Moment der Inszenierung werden lassen.
Der Film wurde im September und Oktober 1970 fast vollständig in Italien gedreht, in Neapel und der Campagna, in Rom und Umland, sowie im Norden in Trient und Bozen. Nur für die Episode Alibek wird Einsiedlerin, die in der ägyptischen Wüste spielt, ging Pasolini nach Sana’a im Jemen, diese Sequenz wurde jedoch später im Film nicht verwendet. Dort im Jemen drehte Pasolini auf übrig gebliebenem Filmmaterial auch den kurzen Dokumentarfilm Die Mauern von Sana’a, in dem er sich leidenschaftlich für die Erhaltung der Altstadt von Sana’a einsetzte.
Die anderen beiden Filme der Trilogie sind Pasolinis tolldreiste Geschichten von 1972 und Erotische Geschichten aus 1001 Nacht aus dem Jahre 1974.

## Kritiken
„Nach der stilisierten, mythisch-allegorischen Medea wendet sich Pasolini der volksnahen Verklärung menschlicher Geschlechtlichkeit und Sinnenfreude zu, die Macht der einfachen Leute und der »archaischen, düsteren, vitalen Gewalt ihrer sexuellen Organe« beschwörend. Ein in seinem oft naiv wirkenden Lebensoptimismus nicht sonderlich überzeugender Konsumfilm des italienischen Regisseurs.“

## Auszeichnungen
Der Film war 1971 bei den Internationalen Filmfestspielen 1971 in Berlin im Wettbewerb um den Goldenen Bären. Für seine Regieleistung wurde Pasolini mit dem Großen Preis der Jury ausgezeichnet und erhielt einen Silbernen Bären.